# Región de Winnipeg Capital
Se denomina Región Winnipeg Capital (en inglés: Winnipeg Capital Region) al área metropolitana que contiene a la ciudad de Winnipeg y los municipios rurales, ciudades y pueblos que la rodean. Se encuentra sobre el valle del  río Rojo en la porción centro-sur de la provincia de Manitoba, Canadá. Fue creada para coordinar las políticas de uso del suelo y el desarrollo económico entre la ciudad de Winnipeg y los municipios circundantes. Es el área de mayor importancia económica y con mayor densidad de población de la provincia de Manitoba. 
Oficialmente, el área metropolitana tiene una población de 730.505 habitantes según el censo de 2006, y su superficie total es de 7.784,63 km². Comprende las siguientes ciudades, pueblos y municipios rurales (RM):
| - Ciudad de Winnipeg - Ciudad de Selkirk - Pueblo de Stonewall - RM de Cartier - RM de East St. Paul - RM de Headingley - RM de Macdonald - RM de Ritchot | - RM de Rockwood - RM de Rosser - RM de Springfield - RM de St. Andrews - RM de St. Clements - RM de St. François Xavier - RM de Taché - RM de West St. Paul |

Sin embargo, existen otros municipios que, de modo no oficial, son a veces incluidos como parte de la Región Capital, las ciudades de Niverville y Teulon, los pueblos de Dunnottar y Garson, y la reserva india de Brokenhead 4.
Los límites de la región de Winnipeg Capital sobrepasan los del área metropolitana censal (CMA) de Winnipeg, a la que abarca en su totalidad con la excepción de Brokenhead 4. Los municipios incluidos en la CMA son:
- Winnipeg
- East St. Paul
- Headingley
- Ritchot
- Rosser
- Springfield
- St. Clements
- St. François Xavier
- Taché
- West St. Paul